# Julträd
Julträd är ett slags ljusstake som används vid julhögtiden och som förekommer i södra Sverige, speciellt i Blekinge. Julträdet består av en svarvad stav, normalt cirka 50 cm, på vilken fästs dels runda pinnar av cirka 15 cm längd  i förborrade hål, dels fyra armar med ljushållare. Dessutom bärs detta "träd" upp av en fotkonstruktion bestående av fyra utskurna hästar. Pinnarna, som kan kallas grenar, används för att fästa diverse dekorationer och figurer såsom fåglar och små kottar eller frukter, speciellt äpplen. Toppen av julträdet pryds ofta av en tupp. Julträdet målas normalt i kulörta färger. 
Julträdets historia är inte helt känd. Julträd från Blekinge finns daterade från 1870-talet, men med största sannolikhet har de förekommit tidigare.
Seden att använda julträd förekommer speciellt i Blekinge, och traditionen är där fortsatt vanligt förekommande.